# Sakia
Sakia — альтернативная инди-рок группа из Яласъярви, Финляндия, основанная в 2005 году.

## История
Свои истоки группа берёт в 2005 году в Яласъярви, Финляндия, когда Юхо Мянтюля и Микко Кивистё встретились после того, как покинули команды, в которых играли. Они решили создать что-то, что будет объединять их с друзьями и музыкой. Так появилась группа The Maytoes. В её состав уже тогда входили Матти, Юхо, Тимо, Микко, Вилле и Петри. Они играли меланхолический и атмосферный рок в духе Coldplay и Doves, а отправной точкой The Maytoes стало звучание в стиле инди.
Первое значимое выступление для группы состоялось в 2006 году на фестивале Aukusti в Яласъярви.
Помимо родной Финляндии The Maytoes в 2011 посетили Санкт-Петербург. 21 октября они выступали в клубе «Орландина» в рамках международного молодежного фестиваля живой музыки «Рок-иммунитет» в качестве специального гостя.
В течение десяти лет с момента основания музыканты оттачивали своё мастерство, чтобы наконец оказаться в центре внимания с новым названием — Sakia, которое придумал ударник группы Петри Хаакана.
— Мы перебрали, наверное, с двести различных вариантов названия группы. Когда Петри предложил название Sakia, я подумал что это смешно и глупо, мои одногруппники подтвердят. Однако после долгих раздумий, я решил что Sakia довольно неплохое название. С арабского это переводится, как «механическое устройство для подъёма воды»Матти Перяля для Häku Päällä-festivaali, 2016 год
Вернувшись к активной работе, Sakia получили возможность работать со знаменитой студией Finnvox в Хельсинки. В ней же был записан первый официальный сингл группы «God Forsaken Land», включающий себя одноимённую композицию и трек «All Ships», записанные в конце 2014 года вместе со шведским продюсером Йонасом Олссоном (Jonas Olsson). Он так же продюсировал альбомы Poisonblack, Robin, Pauli Hanhiniemi и других финских исполнителей.

Вторым синглом стала песня «Parallel Universe», вышедшая в декабре 2016 года. Сингл отметился в новых релизах Spotify и провел несколько дней, удерживая 1-ю позицию в плей-листе Finland Viral 50. Изначально песня носила название «Parallel Heart Station» и звучала как баллада, но позже она была в корне изменена. 
— Мы записали песню прошлой весной, но уже летом мы поняли, что не на 100% довольны ею. Поэтому я переписал лирику, и Матти (наш вокалист) вернулся, чтобы записать вокал заново. Это отложило релиз, но сделало песню намного лучше. Мы добавили ударных и немного увеличили сам темп песни. Кто знал, что такая болезненная песня может звучать оптимистично?Тимо Мякеля в интервью Fourculture
Авторами текстов песен в группе Sakia выступает гитарист Тимо Мякеля.
После второго релиза Sakia сменили продюсера и на этот раз стал опытный рекордер и микшер Аки Сихвонен (Aki Sihvonen), который также выпустил, среди прочего альбом, «We Created the World» группы Softengine. Песни, выпущенные Sakia , были продюсированы Симо Юреком Реунамяки (Simo Jurek Reunamäki), известным по работам с альбомами Antti Tuiskunen, Erin и Johanna Kurkela.
В 2017 году Sakia вернулись в студию, чтобы продолжить запись нового альбома. В конце лета группа сообщила о планах выпустить новый сингл. Позже Sakia поделились информацией, что сингл будет носить название «New Silence». Релиз состоялся 15 сентября этого же года.
Sakia активно гастролирует на территории Финляндии, а также несколько раз выступала совместно с такими исполнителями, как Mira Luoti, Typeface и Oliver. С группой Typeface Sakia также в рамках мини-тура «IndieFall15» в 2015 году посетили города Тампере, Оулу, Лахти и Ювяскюля.
Sakia получили положительные рецензии от финского YleX, британского Nordicreviews и даже американского Indie Obsessive, что расширило границы их популярности за рубежом.
На данный момент группа работает над новым синглом, выход которого запланирован на весну 2018 года.

## Состав
- Матти Перяля (Matti Perälä) — вокал
- Юхо Мянтюля (Juho Mäntylä) — клавишные
- Тимо Мякеля (Timo Mäkelä) — гитара
- Микко Кивистё (Mikko Kivistö) — гитара
- Вилле Рантамяки (Ville Rantamäki) — бас-гитара
- Петри Хаакана (Petri Haakana) — ударные и перкуссия

## Дискография

### Синглы
1. «God Forsaken Land» (Богом покинутая земля) (16.03.2015)
2. «Parallel Universe» (Параллельная вселенная) (09.12.16)
3. «Parallel Universe» (Le Père Toux Remix) (26.05.17)
4. «New Silence» (Новая тишина) (15.09.2017)
5. «Black Clouds» (Чёрные облака) (05.03.2019)

### Другие релизы
- «All Ships» (Все корабли) (16.03.2015)
- «Bright Matter» (Сияющая материя) (18.08.15)
- «Dreaming» (Сновидение) (29.10.2015)